# Dermestes sibiricus
Dermestes sibiricus es una especie de escarabajo de piel del género Dermestes, tribu Dermestini, subfamilia Dermestinae. Fue descrita por Erichson en 1846.

## Descripción
Mide 6,5-9 mm de longitud.

## Distribución y hábitat
Se distribuye por Turquía, Asia Central, China del Norte, Mongolia, Rusia (Siberia) y Suecia.